# Контроль технологічних процесів збагачення корисних копалин

Контроль технологічного процесу збагачення здійснюється за визначеною схемою, яка передбачає відбір проб, обробку і їх аналіз для виявлення відхилень від заданого режиму. Результати аналізу проб порівнюються з існуючими нормами. Схема поточного опробування і контролю являє собою технологічну схему певної фабрики, на якій нанесені всі точки відбору проб (рис.).
У додаток до схеми складаються таблиці, які повинні містити дані про масу кожної проби і порції, про місце і частоту відбору проб і види їхнього аналізу.
Залежно від призначення на збагачувальних фабриках розрізняють такі схеми контролю:
– схеми поточного контролю технологічного процесу;
– схеми опробування, призначені для складання технологічного і товарного балансів;
– схеми опробування, які передбачають вивчення роботи окремих апаратів або вузлів технологічного процесу;
– схеми повного (генерального) опробування, які передбачають контроль усіх стадій технологічного процесу для складання технологічної схеми.
На вуглезбагачувальних фабриках контролюють рядове вугілля, рядову шихту на класифікацію, кінцеві продукти (концентрат, промпродукт, породу, відходи флотації, фільтрат), шлам на флотацію, оборотну воду, води, що скидаються за межі фабрики, товарні продукти по бункерах і товарні продукти, що відвантажуються. Товарні проби відбирають для розрахунків з постачальниками вихідного матеріалу і зі споживачами готової продукції, а також для складання місячного товарного балансу і технічного звіту.
На збагачувальних фабриках періодично проводять також дослідження роботи окремих апаратів і вузлів технологічної схеми. При цьому визначають технологічні, експлуатаційні та техніко-економічні показники. Виявляють питомі витрати електроенергії, води, металу, повітря, реагентів, сит та ін. Складають баланси за результатами різних варіантів досліджень, але за рівних умов роботи досліджуваного обладнання.
Періодично здійснюється також повне опробування технологічних процесів для аналізу показників і розробки заходів щодо їхнього покращення.
- Процес грохочення характеризують такі показники, як продуктивність, гранулометричний склад продуктів грохочення і ефективність розділення вугілля на класи. Для визначення гранулометричного складу продуктів грохочення ві-дбирають проби живлення і надрешітного продукту. Маса проб залежно від крупності повинна бути 60-100 кг. Для визначення ступеня засмічення продуктів грохочення і ефективності цього процесу проби відбирають окремими порціями, які накопичують протягом зміни, і розсівають на ситі з розміром отворів, що дорівню-ють розмірам отворів сита грохота. Якщо виявиться, що показники грохочення гірше припустимих, встановлюються і усуваються причини погіршення цих показників. До причин погіршення ефективності й продуктивності грохочення можуть бути віднесені: зміна якості матеріалу (вологість, гранулометричний стан), залипання отворів сит, нерівномірне розподілення матеріалу по поверхні сита.
- Гравітаційні процеси. Для поточного контролю гравітаційних процесів застосовується експрес-аналіз, який полягає у розшаруванні продуктів збагачення і визначенні їхнього засмічення сторонніми фракціями. При збагаченні вугілля густина розчину ZnCl2 приймається рівною густині розділення: для концентрату — 1400—1500 кг/м3, для породи — 1800—1900 кг/м3. При збагаченні антрацитів густина розчину ZnCl2 приймається, як правило, 2000 кг/м3. Проби концентрату відбираються спеціальним черпаком з сітчастим днищем по всієї ширині потоку, а проби промпродукту і породи — при їхньому розвантаженні з ковшів елеватора. Інтервал відбору проб залежно від стабільності технологічного процесу складає 20-40 хв. Маса проб для експрес-аналізу залежно від крупності складає 5-8 кг.
  - Важкосередовищні установки. Основний параметр, що контролюється, — це густина суспензії. Звичайно вона контролюється автоматичними густиномірами. При надмірному засміченні суспензії збільшується її в'язкість і погіршуються якісні показники розділення. Допустима зашламленість суспензії густиною 1400—1500 кг/м3 складає 320—370 кг/м3, а суспензії густиною 1600—1800 кг/м3 — 200—280 кг/м3. Суспензії з великим вмістом шламів піддаються регенерації.
  - Відсаджувальні машини. Контроль роботи відсаджувальних машин здійснюється періодичним опробуванням живлення і продуктів збагачення. Проби живлення і продуктів збагачення відбирають для визначення продуктивності, вологості, гранулометричного і фракційного складу, виконання експрес-аналізу. Маса разових проб залежно від крупності повинна бути 6-10 кг, спільних проб, накопичених за зміну, — 180—300 кг. Інтервал відбору разових проб складає 20 хв.

Витрати води можуть бути визначені при зупинці машини за тривалістю заповнення відсаджувальної машини. Робота важкосередовищних установок і відсаджувальних машин оцінюється за точністю, густиною розділення і глибиною збагачення.
- Флотаційний процес. При контролі флотаційного процесу визначають параметри вихідної пульпи (її витрати і вміст твердого), гранулометричний склад вихідного шламу, витрати і схему подачі реагентів, ступінь аерованості пульпи, якісно-кількісні показники збагачення. При вимірюванні продуктивності флотомашини за допомогою мірного бачка визначають тривалість його заповнення вихідною пульпою і виконують розрахунок продуктивності. Спосіб вимірювання продуктивності флотомашини за допомогою мірного бачка простий, однак потребує наявності бачків місткістю не менше 1-1,5 м3 з відповідними відводами вихідної пульпи або флотовідходів. Метод покамерного опробування — більш точний і на фабриках застосовується найчастіше. Він полягає у відборі проб флотаційного концентрату в кожній камері, знятих одним або декількома скребками у спеціальну ємність. Відібрані таким чином проби висушуються і зважуються. Продуктивність флотаційних машин може бути непрямо визначена за продуктивністю вакуум-фільтрів, стрічкових конвеєрів для флотоконцентрату, а також за тривалістю заповнення бункерів відомого об'єму. Вміст твердого у флотаційній пульпі визначається автоматично. Ручний метод визначення вмісту твердого у флотаційній пульпі аналогічний методу визначення густини суспензії. Визначення ступеня аерованості виконується прибором, який складається зі скляного мірного циліндра з кришкою. Мірний циліндр запов-нюють водою, щільно закривають кришкою, перевертають уверх дном і опускають у камеру на деяку глибину, нижче рівня пульпи. Потім кришку знімають і повітря починає надходити у циліндр і витісняти з нього воду. За часом, протягом якого рівень води опускається між двома попередньо зробленими відмітками, визначають витрату повітря, що проходить за одиницю часу через одиницю перерізу флотаційної машини. Такі вимірювання роблять у різних точках камери флотомашини, після чого визначають середню величину аерації. Метод безпосереднього вимірювання об'єму повітря, що засмоктується у машину імпелером, є більш точним. Для цього застосовують стандартні прилади (трубка Піто, прилад з дросельною шайбою, анемометри та ін.), які встановлюють на центральній трубі.
- Процеси зневоднення. У процесі зневоднення продуктів збагачення на грохотах і в центрифугах періодично контролюється їхня вологість після зневоднення, вміст і вихід твердого в підрешітних продуктах і фугатах. Продуктивність цих апаратів визначається зважуванням зневодненого вугілля. Виходи продуктів зневоднення можуть бути визначені з балансових рівнянь. Контроль роботи згущувальних пристроїв полягає у визначенні вмісту твердого в продуктах згущення. Виходи продуктів також можуть бути визначені з балансових рівнянь. При контролі процесу зневоднення шламу на вакуум-фільтрах для визначення вологості проби відбираються безпосередньо з дисків або з конвеєра флотоконцентрату. Продуктивність вакуум-фільтрів може бути визначена різними способами: за часом заповнення бункерів, за продуктивністю конвеєра, зважуванням осаду, що відшарується від секторів.
- Основними показниками роботи сушильних установок є продуктивність, вологість висушеного матеріалу, запиленість відпрацьованих газів. Продуктивність сушильної установки по абсолютно сухому матеріалу розраховують.